# Zlatni Rat
A Zlatni Rat (magyarul: Aranyszarv) egy tengerparti turzás Horvátországban Brač szigetén. Horvátország leghíresebb strandja.

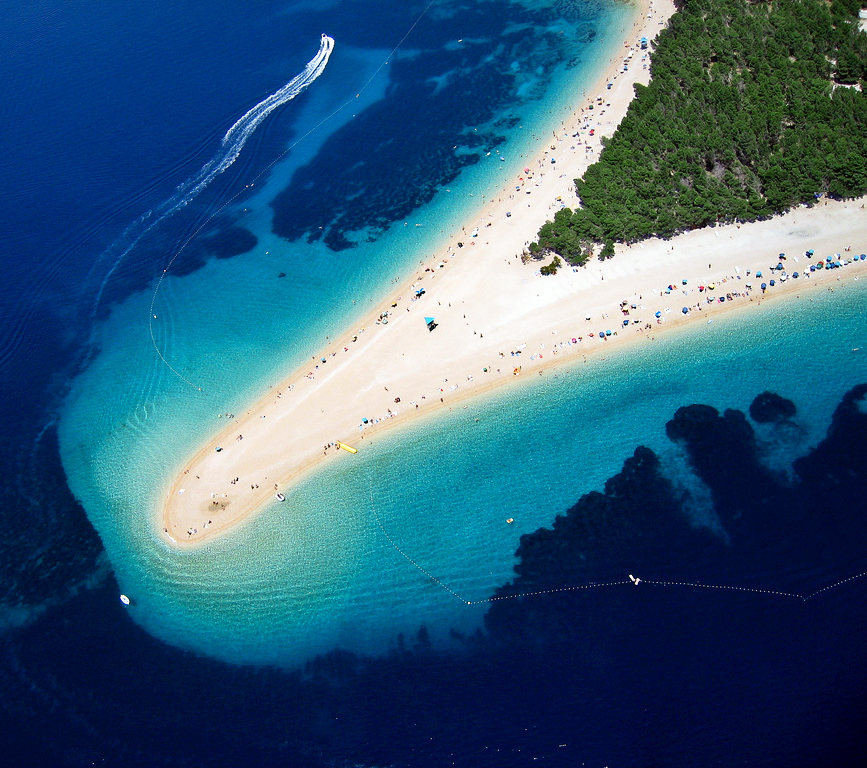
Zlatni Rat

## Leírása
A Zlatni Rat Bol településtől mintegy 2 km-re nyugatra, Brač szigetének déli partján található. A mintegy 400 méter hosszú, félszigetszerű turzás dél felé nyúlik a Brač és Hvar szigetei közötti, erős áramlású Hvar-csatornába. A turzás maga többnyire fehér kavicsos strandból áll, a fennmaradó részt mediterrán fenyőliget borítja.
A Zlatni Ratot általában Európa egyik legjobb strandjaként tartják számon. Összetéveszthetetlen alakja számos utazási kiadvány címlapján látható, ami a horvát idegenforgalom egyik szimbólumává tette.
A strandok a Zlatni Rat mindkét oldalán összesen 634 méter hosszan nyúlnak, de a turzás alakja és hossza az árapály, az áramlatok és a szél változásától függően változik. Általában egyenesen dél felé mutat. A legtávolabbi pontja, amely általában kissé kelet felé fordul, bizonyos időjárási körülmények között gyakran nyugatra tolódik. Ez főként az erős délkeleti szél hatására fordul elő, amelyet Horvátországban jugo néven ismernek. A strand alakja két-három évente egyszer változik, mint ahogyan az 2010-ben, 2016-ban és 2018-ban is megfigyelhető volt.
A környező vizek a Hvar-csatorna áramlása miatt általában hűvösek és tiszták. A víz áramlása kissé veszélyes azoknak az úszóknak a számára, akik a csúcstól messze dél felé merészkednek a nyílt tenger felé, mivel nehéz visszaúszni nyugat felé a strand felé, a veszély azonban nem súlyos, mivel a szokásos áramlat visszaviszi az úszót kelet felé Bol kikötője (a Zlatni Rat és a város között fekvő szárazföldi dombvidék strandjai) irányába. A misztrál néven ismert, megbízható délutáni nyugati szél a strandot a szörfösök kedvelt célpontjává tette.
A stranddal határos fenyőerdőben egy római villa rustica maradványai találhatók, amely úszómedencét is tartalmazott. A strand legnyugatibb széle és a fő strandtól nyugatra található számos öböl hagyományosan naturista strand. A földfok geomorfológiai jelenségként védett.

## Fordítás
Ez a szócikk részben vagy egészben  a   Zlatni Rat című angol Wikipédia-szócikk ezen változatának fordításán alapul.  Az eredeti cikk szerkesztőit annak laptörténete sorolja fel. Ez a jelzés csupán a megfogalmazás eredetét és a szerzői jogokat jelzi, nem szolgál a cikkben szereplő információk forrásmegjelöléseként.